# Nikon D600

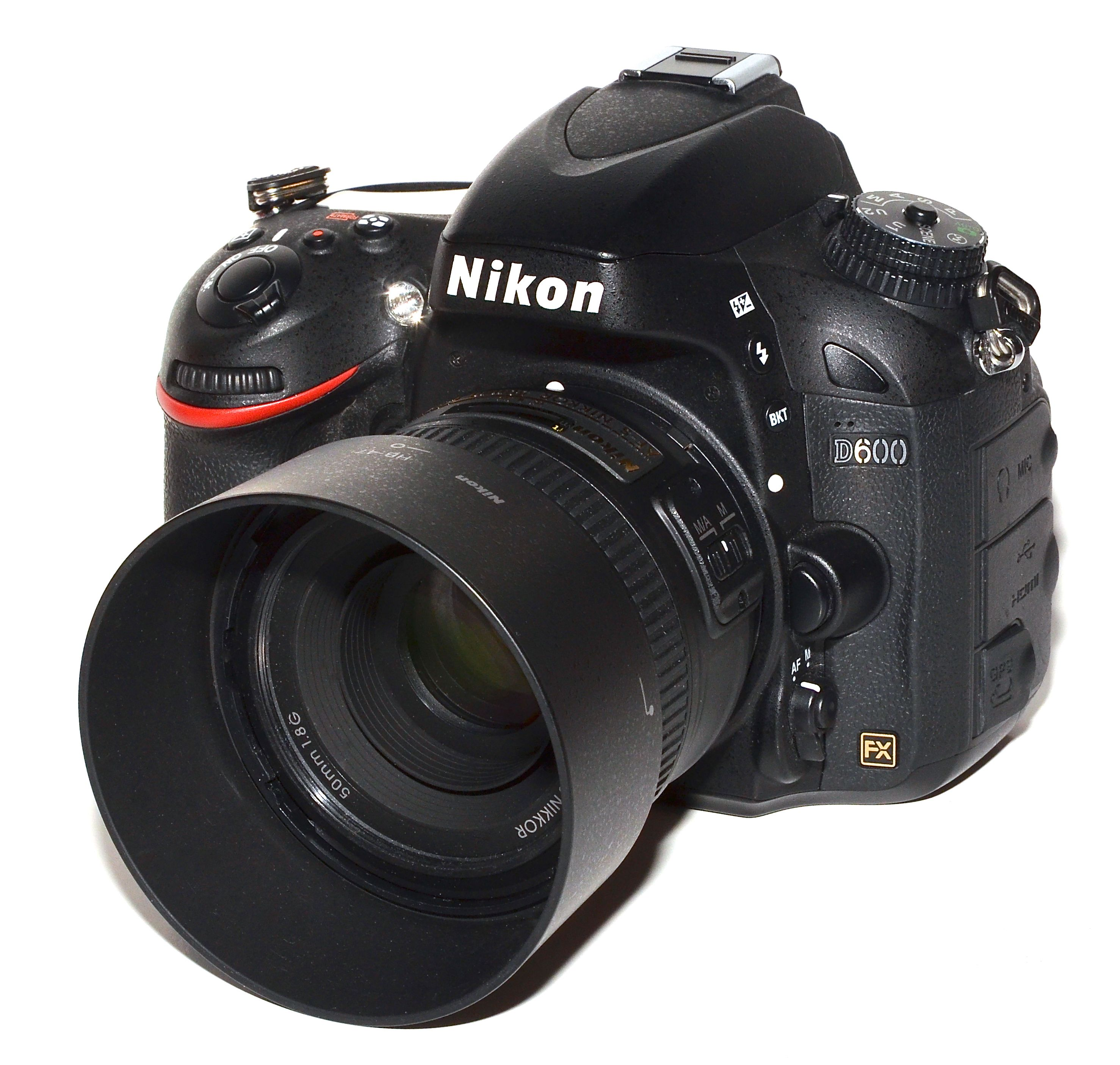

Nikon D600 — цифровий дзеркальний фотоапарат компанії Nikon, представлений 13 вересня 2012 року, оголошена дата початку продажів — 18 вересня.
У порівнянні з випущеним пів року раніше D800, молодша модель має спрощену системами автофокусування і експозаміру, менш швидкісний затвор і меншу роздільну здатність — 24 мегапікселі замість 36. Як накопичувач використовуються більш компактні карти пам'яті Secure Digital, а розміри і вага камери істотно зменшені.
За своїми фізичними характеристиками D600 наближений до моделі D7000, наприклад у них спільний елемент живлення (EL-15), схожі органи управління. При цьому D600 оснащений повнокадровою матрицею і деякими удосконаленнями: новітній сенсор і процесор обробки зображення EXPEED 3 від топових камер нової лінійки (D4/D800), що виводить камеру на рівень напівпрофесійних камер.
Камера призначена для фотографів-ентузіастів, на відміну від D300s, яка була напівпрофесійною моделлю. D600 має ряд істотних переваг за якістю зображення і над D300 і D700 (наприклад більший динамічний діапазон в 14,2 Ev, а також на рівних конкурує з топовими моделями старої лінійки, наприклад D3x.